# Холодильник Либиха

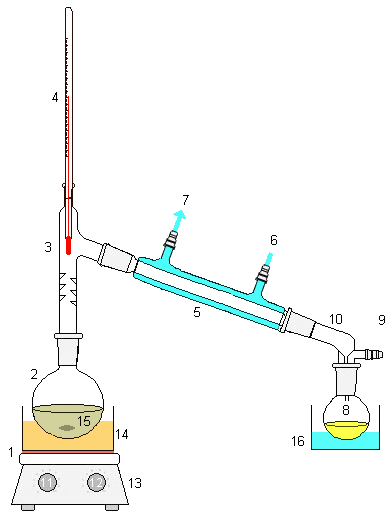
Лабораторная установка для перегонки с нисходящим холодильником Либиха 1 - нагревательный элемент плитки 2 - перегонный куб - круглодонная колба
3 - насадка Вюрца с дефлегматором 4 - термометр спиртовой
5 - холодильник Либиха6 - ввод охлаждающей воды в холодильник 7 - вывод охлаждающей воды из холодильника
8 - приёмная круглодонная колба 9 - штуцер аллонжа для соединения с вакуумным насосом 10 - вакуумный аллонж
11 - рукоятка терморегулятора 12 - регулятор скорости магнитной мешалки
13 - плита с магнитной мешалкой 14 - водяная (либо масляная или песчаная) баня
15 - якорь магнитной мешалки (постоянный магнит в виде ампулы, внутри фторопластового защитного корпуса) 16 - ванна со льдом для охлаждения приёмной колбы

Холодильник Либиха, называемый также холодильником с прямой трубкой или прямоточным холодильником изготавливается из стекла, создан Юстусом Либихом, имеет 2 исполнения — со шлифом и без, используется преимущественно как нисходящий в большинстве приборов по простой и вакуумной перегонке (дистилляторов).
Холодильник состоит из двух стеклянных трубок, вставленных с помощью шлифа и запаянных одна в другую. По внутренней трубке движутся пары жидкости, а по внешней — охлаждающее вещество (обычно охлаждающим веществом служит холодная вода, называемая водяной или водной рубашкой).
Верхнюю часть холодильника присоединяют к Колбе Вюрца, трубке или аллонжу, отходящему от колбы, в которой имеется исходная смесь веществ. Нижнюю часть холодильника соединяют с аллонжем, через который продукт перегонки поступает в приёмник.
Холодильник Либиха используется во всех видах приборов для перегонки (дистилляторов).